# Fontana delle Sette cannelle
La fontana delle Sette cannelle è una fontana monumentale situata nel centro storico di Pitigliano. La sua ubicazione è sul lato meridionale di piazza della Repubblica, che viene occupato e chiuso interamente dalla suddetta fontana.

## Storia
La fontana fu realizzata nel 1545 per volere del conte Gianfrancesco Orsini, all'epoca a capo della Contea di Pitigliano, presso la testata dell'Acquedotto Mediceo. All'epoca, la testata dell'acquedotto risultava essere già terminata, nonostante la rimanente opera monumentale di ingegneria idraulica venisse conclusa soltanto nel secolo successivo, quando Pitigliano era oramai entrato definitivamente a far parte del Granducato di Toscana amministrato dai Medici.
L'attuale denominazione fu conferita attorno alla metà del Settecento, quando risultavano oramai aperte le sette cannelle che da allora hanno contraddistinto la fontana.
In passato, l'opera monumentale era utilizzata come fontana pubblica.

## Descrizione
La fontana delle sette cannelle si presenta come un'opera imponente e monumentale, grazie alla presenza della testata dell'acquedotto da cui attinge l'acqua necessaria al suo funzionamento.
La testata è costituita da cinque imponenti arcate rivestite in conci di tufo, di cui la centrale risulta più elevata e ad arco tondo, differenziandosi da quelle laterali (due per lato) che presentano archi ribassati. La parte sommitale della testata è ulteriormente arricchita dalla presenza di una serie di cinque pinnacoli, di cui due a delimitare le due estremità laterali (uno per ciascun lato) e tre ad ornare la cornice alla sommità dell'ampia arcata centrale.
Le cannelle, da cui attualmente sgorga l'acqua che poi viene scaricata nella sottostante vasca di reflusso, sono pregevolmente decorate da opere scultoree, realizzate in epoche e stili diversi, ciascuna delle quali raffigura la testa di un animale.